# Вежбе (Олесненский повет)
Ве́жбе (пол.  Wierzbie) — село в Польше в гмине Прашка Олесненского повета Опольского воеводства.

## История
В 1975—1998 годах село входило в Ченстоховское воеводство.

## Достопримечательности
- Деревянная церковь святого Леонарда, построенная в XVII веке — памятник культуры Опольского воеводства[2].